# Асхаб ар-рай
Асха́б ар-рай (араб. أصحاب الرأي‎ — букв. «сторонники мнения»), ахль ар-рай (أهل الرأي‎ — «люди мнения») — общее название представителей направления исламского законоведения VII—VIII веков, которые выводили правовые решения на основании своего мнения, в тех случаях, если по каким-либо вопросам не имеется однозначного решения в Коране и сунне. В противопоставление асхаб ар-рай были ахль аль-хадис («сторонники предания»). Асхаб ар-рай предпочитали решать правовые вопросы на основании собственного мнения (ар-рай), а не на основании прецедента, извлекаемого из хадисов пророка Мухаммеда.

## История
В период жизни пророка Мухаммеда, мусульмане решали проблемы на основании ниспосылаемых Откровений. Сам Пророк решал некоторые проблемы на основании иджтихада, применяя ар-рай. В связи с личным авторитетом пророка Мухаммеда, в то время это не вызывало критики со стороны мусульман.
Появление асхаб ар-рай обычно связывают со сподвижником пророка Мухаммада Абдуллахом ибн Масудом, который был послан праведным халифом Умаром в Ирак в качестве судьи (кади) и законоучителя. Возможными причинами стремления к независимому суждению послужило то, что весь комплекс хадисов не мог быть известен в Ираке так же хорошо, как в Хиджазе, а также весьма высокий уровень владения методами формальной логики, привнесенным в ислам бывшими приверженцами других догматических религий. Ещё одной из причин популярности такого метода в исламском законоведении стал большой личный авторитет Али ибн Абу Талиба и Абдуллаха ибн Масуда, отдававших предпочтение такому суждению. Значительная часть богословов, применявшая метод ар-рая в основном находились на территории современного Ирака, поэтому эту школа иджтихада получила название «иракской».
В то же время, на территории Хиджаза сохранился тот самый общественно-политический климат, существовавший ещё со времен Мухаммада, вследствие чего там не было необходимости широко применять метод ар-рая. Существовавшая там правовая школа решала проблемы на основании непосредственного обращения к первоисточникам. Так как центр этой школы находился в Медине, её назвали хиджазской. Имея между собой тесные контакты, представители иракской и хиджазской школ в значительной степени заимствовали методы друг друга.
Независимое суждение (ар-рай) должно соответствовать духу ислама и выводиться методом суждения по аналогии (кияс).

## Представители
Среди основателей правовых школ (мазхабов) были представители и иракской и хиджазской школы. Ахмад ибн Ханбаль был иракцем, но в своем методе широко использовал методы хиджазской школы. Малик ибн Анас жил в Мекке, но широко применял и развивал методы иракской школы, а имам аш-Шафии занимал промежуточную позицию между этими двумя школами. Имам Абу Ханифа был представителем иракской школы. С развитием науки фикха и сложением мазхабов название асхаб ар-рай перешло к ханафитскому и маликитскому мазхабам, так как «независимое суждение» стало одним из их опорных принципов. Оппоненты асхаб ар-рай обвиняли их в пренебрежении к сунне Пророка и утрате духа ислама, а также в искусственных логических построениях, затрудняющих понимание предмета. Название асхаб ар-рай сохранялось за ханафитами и маликитами ещё в IX веке, однако позже это понятие осталось только как историческое. Широко применяя кияс и истихсан, ханафиты не отрицали значения и важности хадисов.
Среди основоположников метода ар-рая исламская традиция также называет имена следующих табиинов:
- Алкама ибн Кайс (ум. в 681),
- Масрук аль-Хамдани (ум. в 682),
- Шурайх ибн аль-Харис (ум. в 697),
- Саид ибн Джубайр (ум. 713),
- Хабиб аль-Кахили (ум. в 737),
- Ибрахим ан-Нахаи (ум. в 713),
- Хаммад ибн Абу Сулейман (ум. в 738),
- Ибн Абу Лайла (ум. в 765),
- Рабия бинт Абу Абдуррахман (ум. в 753),
- Зуфар ибн аль-Хузайл (ум. в 774),
- Абдуррахман аль-Аузаи (ум. в 774),
- Суфьян ас-Саури (ум. в 778),
- Абу Юсуф (ум. в 798),
- Мухаммад аш-Шайбани (ум. в 804).

Основные суннитские правовые школы разошлись относительно его определения. Например, шафииты признают в качестве ар-рая только кияс, а ханафиты прибавляют к этому истихсан. Ханбалиты и маликиты признают «масалих аль-мурсала».